# U+ 스토어
U+ 스토어(Uplus Store)는 LG유플러스가 운영했던 모바일 애플리케이션 마켓이다. 현재 LG U+ 통신사 선탑재 앱으로 삭제나 사용 안 함이 불가능하다.

## 명칭 변경
지난 옵티머스 Q2, LTE출시 이후 U+ 앱마켓으로 이름이 변경되었다. 후에 다시 U+ 스토어로 변경되었다.

## 같이 보기
- 앱 스토어
- 구글 플레이 스토어
- T 스토어
- 올레 마켓
- 삼성 앱스
- LG 스마트월드
- 앱스플레이
- ABC 스토어